# 波洛烏濟夫卡
46°56′19″N 36°38′10″E / 46.93861°N 36.63611°E
波洛烏濟夫卡（烏克蘭語：Полоузівка）是位於烏克蘭東南部的村莊，由扎波羅熱州別爾江斯克區的安德里夫卡市鎮負責管轄。該村始建於1862年，面積1.26平方公里，海拔高度39米，2001年人口316，人口密度每平方公里250.8人。